# Estado Libre de Mecklemburgo-Strelitz
El Estado Libre de Mecklemburgo-Strelitz (en alemán: Freistaat Mecklenburg-Strelitz) fue un estado de la República de Weimar establecido en 1918 tras la revolución alemana que había derribado al Gran Duque de Mecklemburgo-Strelitz. El estado duró hasta que el Partido Nazi (NSDAP) llegó al poder en Alemania (1933) y fusionó el estado con el vecino Mecklemburgo-Schwerin para formar el estado unido de Mecklemburgo.

## Gobernantes de Mecklemburgo-Strelitz

### Presidentes del Consejo de Ministros de Mecklemburgo-Strelitz, 1918-1919
- Peter Franz Stubmann (DDP) 1918-1919
- Hans Krüger (SPD) 1919

### Ministros-Presidentes de Mecklemburgo-Strelitz 1919-1933
| Nombre            | Nombre                                      | Asume el cargo    | Deja el cargo     | Partido | Partido |
| ----------------- | ------------------------------------------- | ----------------- | ----------------- | ------- | ------- |
|                   | Karl Gustav Hans Otto Freiherr von Reibnitz | 1919              | 1923              |         | SPD     |
|                   | Karl Schwabe                                | 1923              | 1928              |         | DNVP    |
|                   | Karl Gustav Hans Otto Freiherr von Reibnitz | 1928              | 1931              |         | SPD     |
|                   | Heinrich Wilhelm Ferdinand von Michael      | 1931              | 1933              |         | DNVP    |
|                   | Fritz Stichtenoth                           | 1933              | 1933              |         | NSDAP   |
| Reichsstatthalter | Reichsstatthalter                           | Reichsstatthalter | Reichsstatthalter |         | NSDAP   |
|                   | Friedrich Hildebrandt                       | 1933              | 1933              |         | NSDAP   |